# بخش کولام
بخش کولام (به انگلیسی: Kollam district) یک بخش در هند است که در ایالت کرالا واقع شده‌است. این بخش، پایتخت صنعت بادام زمینی ایالت کرالا است.

## خصوصیات
بخش کولام ۲٬۴۹۱ کیلومترمربع مساحت و ۲٬۶۳۵٬۳۷۵ نفر جمعیت دارد.